# Tanjung Lontar
Tanjung Lontar is een bestuurslaag in het regentschap Lahat van de provincie Zuid-Sumatra, Indonesië. Tanjung Lontar telt 793 inwoners (volkstelling 2010).